# Andiamo a lavorare (film 1935)
Andiamo a lavorare era un film di montaggio del 1935 con Stan Laurel e Oliver Hardy (meglio conosciuti come Stanlio e Ollio). La pellicola, probabilmente doppiata in Italia dalla coppia Canali/Cassola, è andata perduta.
Il titolo prendeva spunto dalla comica di Laurel e Hardy del 1931: "Andiamo a lavorare", regia di James Horne.
Inoltre non si sa niente del contenuto, montaggio di almeno quattro comiche della coppia, che avevano come storia Stanlio e Ollio alle prese con vari impieghi.

## I film di montaggio di Laurel e Hardy in Italia
Dalla fine degli anni trenta alla metà degli anni settanta in Italia molte delle comiche di Stanlio e Ollio doppiate da Mauro Zambuto e Alberto Sordi vennero unite da capo a coda (tagliando ovviamente i titoli di testa e di chiusura originali) in più montaggi per formare dei lungometraggi che durassero circa un'ora e oltre. Ciò fu fatto si presume per far conoscere alla gente meglio la coppia proiettando varie raccolte includenti massimo quattro comiche di Laurel e Hardy. Negli anni cinquanta i doppiatori Fiorenzo Fiorentini (Stanlio) e Carlo Croccolo (Ollio) assunsero il ruolo professionale di prestare nuovamente le voci al duo comico statunitense unicamente per la realizzazione di questi montaggi: infatti molti dei dialoghi italiani sono differenti dagli originali americani proprio per far avere tra le differenti comiche un nesso logico e conducente; tanto che per questi montaggi venivano creati degli appositi titoli di testa e di coda citando la partecipazione di Laurel e Hardy, di altri attori (dei quali tuttavia spesso il nome viene storpiato apposta per far credere che fossero differenti) ed infine ponendo come direttore del film un regista delle comiche originali (il cui nome a volte è scritto correttamente o nella maggior parte dei casi è fittizio). La produzione di queste antologie cominciò ad affievolirsi e poi a sparire con un ennesimo doppiaggio di quasi tutti in cortometraggi di Stanlio e Ollio da parte di Franco Latini (Stan) e Carlo Croccolo (Oliver) nella fine degli anni sessanta.

## Non andiamo a lavorare(1947)
Il film di montaggio Non andiamo a lavorare del 1947 forse poteva essere una riedizione di Why Work?. Infatti anche questo ha tre comiche che hanno come tema il lavoro (Ollio sposo mattacchione del 1934, Falegnami del 1933 e Alchimia sempre del '33) ma presenta il doppiaggio di Mauro Zambuto (Stan) e Alberto Sordi (Oliver). La pellicola, di cui oggi è rimasto solo il manifesto, durava circa 70 minuti.
Svolgendo la professione di barbieri, Stanlio e Ollio non guadagnano molto. Così il secondo approva l'idea di spedire lettera d'amore a ricche vedove, sperando nella risposta di qualcuna. E lui spera bene perché un giorno una donna risponde all'annuncio invitando Ollio a sposarsi con lei il più presto. In realtà la donna è una pazza, sterminatrice di qualunque innamorato che si chiami "Oliver" dato che il suo primo marito la aveva tradita. Ollio è l'ottavo pretendente con tale nome e verrà ribattezzato dalla donna come "Oliver VIII". Intanto nella bottega Stan non si è accorto che Ollio lo aveva ingannato nello spedire la lettera, dato che quella giunta alla vedova era stata scritta da Stanlio e poi gettata furtivamente dall'amico nel cestino, non prima di averne copiato l'indirizzo. Quando Ollio lascia Stanlio alla sua bottega, l'amico presto lo raggiunge in casa della donna pretendendo di ottenere la sua parte di eredità. Tuttavia i due amici non hanno molto tempo per litigare dato che la donna li invita a cena. Qui Stanlio e Ollio cominciano ad avere i primi sospetti del grave stato mentale della donna perché viene servita loro una cena a base di piatti e bicchieri vuoti! I due avranno conferma delle loro paure quando la vedova dichiara apertamente le sue intenzioni e li confina in una camera che chiude a doppia mandata. Ai due non resta che fare la guardia per tutta la notte, ma dopo poco tempo Ollio si ritrova a combattere da solo le furie della vedova perché Stanlio sviene dal sonno. Passatene tutti i colori Ollio si sveglia di soprassalto nella sua bottega, essendo stato tutto un sogno. Divenendo ora falegnami, i due acquistano un'auto nuova con giradischi incorporato e si recano alla loro fabbrica, dove subito iniziano a combinare guai. Infatti Stanlio prima fa cadere una sega enorme sulla testa di Ollio e poi gli imprigiona le mani in una finestra di legno che si apre a scatto. Successivamente Stan e Oliver si scontrano sia con un lavoratore che con lo stesso caporeparto e poi Laurel offre il colpo di grazia incollando sul mento di Ollio un pennello gigante, dopo una breve lite. Ora non resta a Stanlio che fargli la barba, ma per sbaglio dopo l'operazione lo fa cadere in un condotto che porta allo scarico. Ollio plana sulla casetta ufficio del caporeparto distruggendola e se la dà a gambe levate con Stanlio. Cambiando impiego e lavorando come spazzacamini, Stanlio e Ollio bussano alla porta di uno scienziato che stava lavorando ad una cura per l'eterna giovinezza. Come al solito i due iniziano a distruggere ogni cosa nella loro operazione di montare una canna sull'altra per far arrivare l'estremità in cima alla canna fumaria: Ollio che stava sul comignolo cade nel camino sfondandolo e Stanlio distrugge un intero pianoforte, non contando l'enorme quantità di fuliggine che invade il salone da ricevimento che ora pare un campo di battaglia. Persino il servitore del padrone: Giuseppe, non ne può più e così i due si avviano nel laboratorio del padrone che aveva trovato la formula del siero. L'uomo si allontana un momento e Ollio consiglia all'amico di testare per una volta loro l'esperimento con una carpa gigante. Tuttavia le cose non vanno come pensato da Ollio e questi cade nella vasca con tutto il siero, tramutandosi in scimpanzé.